# とらぶるツインズ
『とらぶるツインズ』は、吉田美紀子による日本の4コマ漫画作品。『まんがタイムナチュラル』（芳文社）にて連載されていた。単行本は全1巻。

## ストーリー
外見も性格も似てない双子の榊原メイと榊原アンが巻き起こすコメディー。

## 登場人物
榊原メイアンの双子の姉。妹と違いマイペース。ボケ。上司に何をいわれてもこたえていないというか分かっていない。恋愛には一途。
榊原アンメイの双子の妹。姉と違いしっかりものの完璧主義者で、姉のボケやずぼらな上司には手を焼かされている。恋愛にはオクテ。

## 書誌情報
- 吉田美紀子 『とらぶるツインズ』 芳文社〈まんがタイムコミックス〉、全1巻（未完）
  1. 2002年10月発行（2002年10月3日発売）、ISBN 4-8322-6269-6